# Vint-i-u
El vint-i-u és un nombre natural senar que segueix el vint i precedeix el vint-i-dos. S'escriu 21 en xifres àrabs, XXI en les romanes i 二十一 en les xineses.
Ocurrències del vint-i-u:
- És el nombre atòmic de l'escandi.
- Actualment ens trobem al segle xxi dC.
- Designa l'any 21, el 21 aC i el 1921.
- Representa la majoria d'edat en diversos països
- Dona nom al blackjack clàssic
- Anar de vint-i-un botons vol dir anar molt elegant
- El sol de la bandera del Kurdistan té vint-i-una puntes.

## En matemàtiques
- és un nombre de Fibonacci en ser la suma dels dos termes anteriors en la seqüència, 8 i 13.[1]
- és el cinquè nombre de Motzkin.[2]
- és un nombre triangular,[3] ja que és la suma dels primers sis nombres naturals (1 + 2 + 3 + 4 + 5 + 6 = 21).
- és un nombre octogonal.[4]
- és un nombre de Padovan, precedit pels termes 9, 12, 16 (és la suma dels primers dos nombres) en la seqüència de Padovan.[5]
- és un enter de Blum, ja que és un semiprimer els dos factors primers del qual són primers de Gauss.[6]